# 勝利沖昏頭腦
《勝利沖昏頭腦》 (羅馬化：Golovokruzhéniye ot uspékhov. K voprósam kolkhóznogo dvizhéniya) 是約瑟夫·斯大林於1930年3月2日發表於《真理報》上的文章。在這篇文章中，斯大林提出，蘇聯的農業集體化被過分的狂熱超額執行，使浮誇風瀰漫在黨員和民眾之間，產生了不良的後果。

## 背景和後續
斯大林掌權後，蘇聯開始了急進的農業集體化、工業化和去富農化。1927年12月，斯大林又提出「消滅富農」的口號，命令沒收富農的財產並將他們放逐，不准他們加入集體公社。由於對「富農」概念缺乏準確界限，集體化開始時國內「富農」占農戶總數不到3%，而最後被剝奪的農戶卻達到農戶總數的6%－8%，部分中農和貧農也被當作富農剝奪。1929年11月蘇共中央全會通過決議開始全盤集體化，從此集體農莊的規模以驚人的速度增長（兩個月內集體農莊的比例從15%增長到59.3%），大多數農民並非自願，僅僅出於步富農後塵的擔憂和恐懼才加入農業合作社。入社前，他們大量宰殺牲畜、燒毀谷物。
此篇文章的發表引發了大規模退社的浪潮。1930年6月，集體農莊比例已由60%降到23.4%，斯大林不得不在6月召開的蘇共第十六次代表大會上再次改變態度，讚揚全盤集體化的成就並批評反對者是「和共產主義的敵人勾結在一起的人」，又一次掀起集體化運動的高潮。到1933年底未加入集體農莊的農戶僅占0.2%，至此全盤集體化的目標基本實現。